# Jean-Louis Bodin
Pour les articles homonymes, voir Bodin.
Jean-Louis Bodin est un coureur cycliste français, né le 1er août 1943 au Château et mort le 13 mai 2019 au Château-d'Oléron.

## Biographie
Il est professionnel durant six années entre 1965 et 1970. Au cours de cette période, il remporte quinze victoires, pour la plupart des critériums. En 1968, il termine troisième de Paris-Nice.

## Palmarès
- 1962
  - Champion du Poitou amateurs[4]
- 1965
  - Critérium de Sévignac
- 1966
  - Boucles de la Seine[5]
  - 2e du Grand Prix de Saint-Tropez
- 1967
  - Boucles du Bas-Limousin
  - 2e du Critérium de Sévignac
  - 3e du Grand Prix de Monaco
- 1968
  - 3e du Grand Prix de Cannes
  - 3e de Paris-Nice
- 1969
  - Critérium de Callac
- 1970
  - 2e du Grand Prix de Fréjus

## Résultats sur les grands tours

### Tour de France
4 participations
- 1965 : 33e
- 1966 : hors délai (16e étape)
- 1968 : 59e
- 1969 : 62e